# Pulmonaire officinale
Pulmonaria officinalis
Espèce
Classification APG III (2009)
Statut de conservation UICN

 LC  : Préoccupation mineure

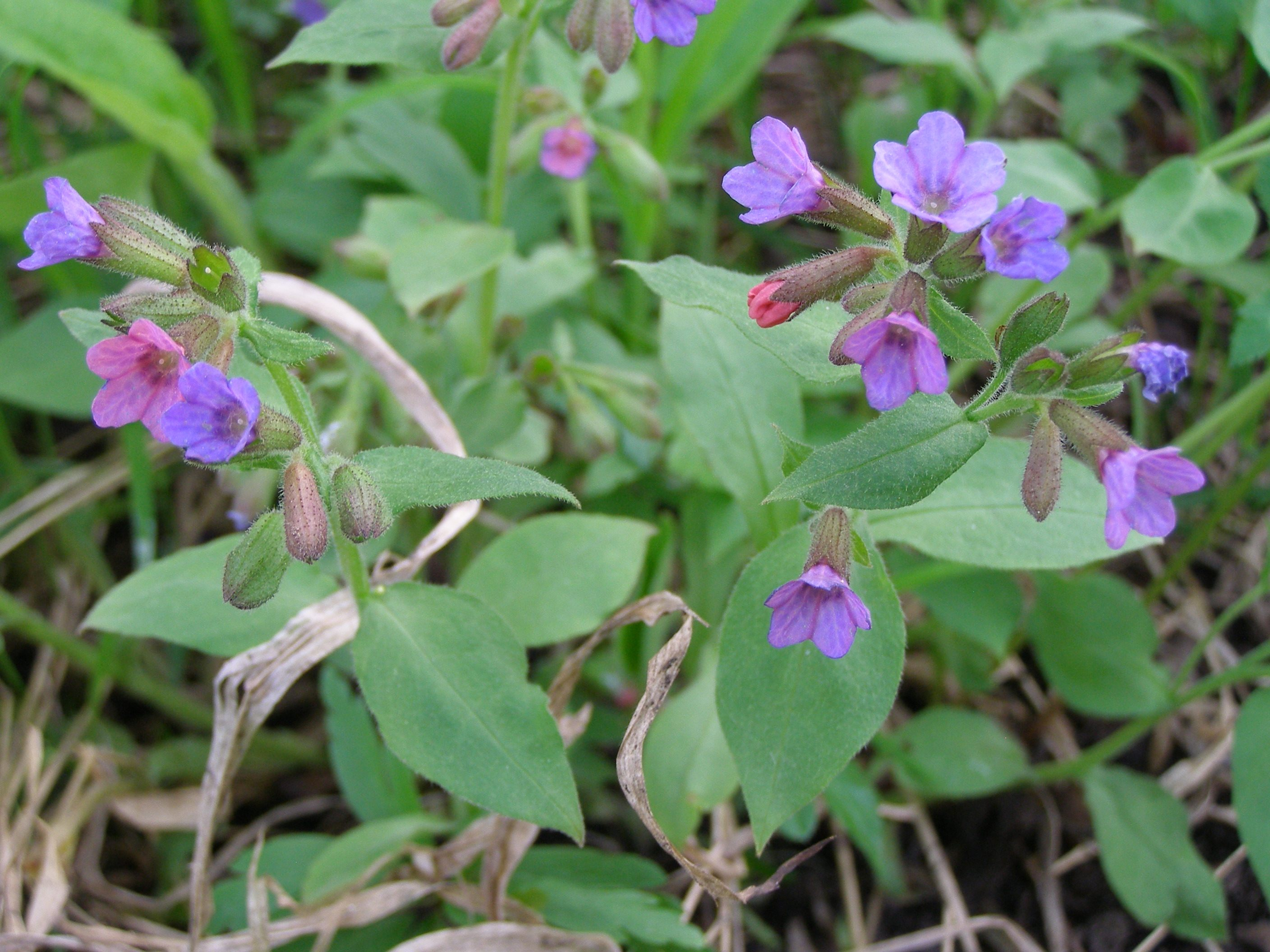
Pulmonaria officinalis.

La Pulmonaire officinale (Pulmonaria officinalis) est une espèce de plantes herbacées de la famille des Boraginaceae.

## Description
Ce sont des plantes vivaces hautes de 15 à 50 cm, formant de petites colonies ; ce sont des hémicryptophytes. La floraison se déroule de mars à avril.
Les feuilles sont couvertes de poils, vertes à taches blanches. Celles de la base sont lancéolées, pointues au sommet et arrondie à la base munie d'un pétiole, celles des tiges sont alternes, allongées et sessiles.
La tige est dressée, anguleuse, rameuses avec des poils rudes dans leur partie haute et portent à leur sommet les groupes de fleurs.
Leur corolle est formée par 5 pétales soudés ensemble qui passent du rougeâtre, pourpre terne au bleu violacé, violet sale. Les fleurs donnent naissance à 4 akènes arrondis.
Le rhizome produit, après la floraison des touffes de feuilles.
Une confusion avec une autre pulmonaire ou avec la consoude serait sans conséquence car elles ont les mêmes utilisations.[réf. nécessaire]

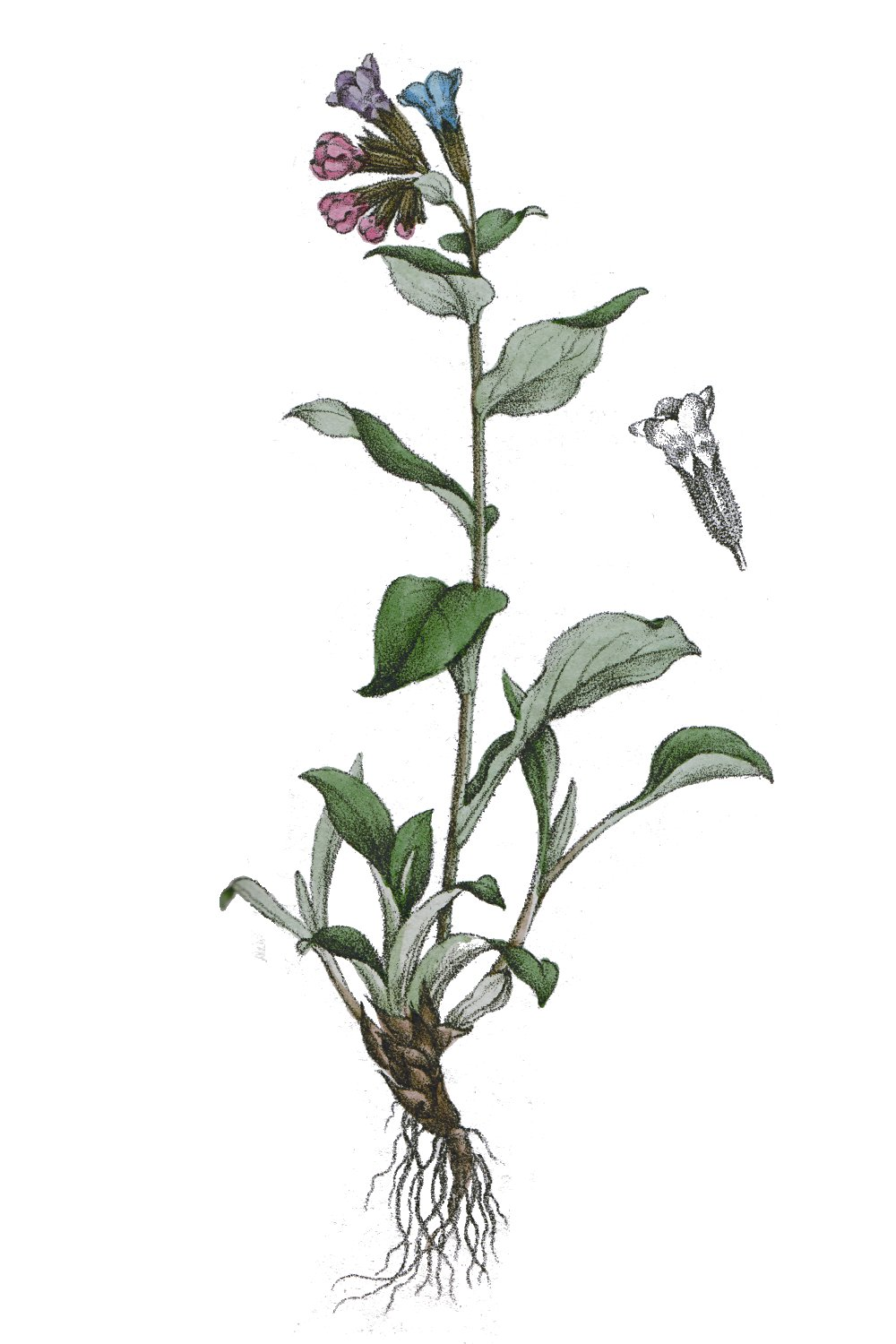
Aspect général.
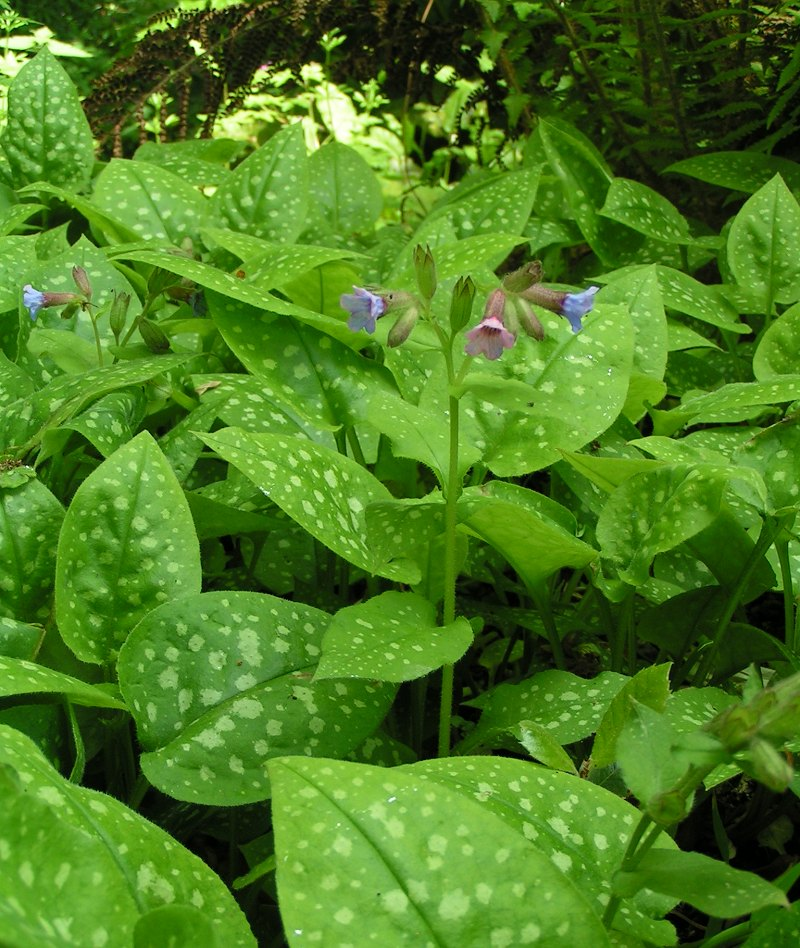
Feuilles.
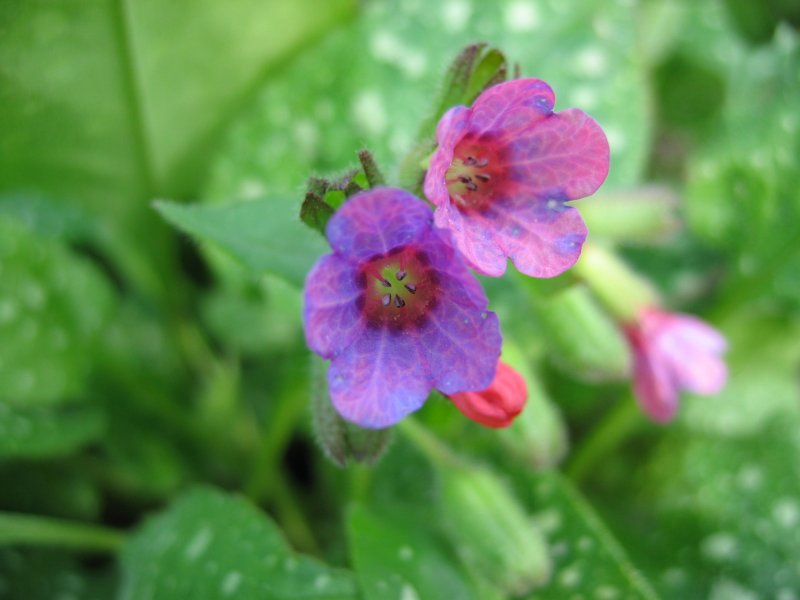
Fleurs.

## Sous-espèces
Deux sous-espèces Pulmonaria officinalis  sont répertoriées.
| Pulmonaria officinalis subsp. marzolae G. Astuti, Peruzzi, Cristof. & P. Pupillo |
| Pulmonaria officinalis subsp. officinalis                                        |

## Habitat
La Pulmonaire officinale est une espèce de demi-ombre. Elle pousse sur des sols profonds frais à humides, elle est mésophile.

## Distribution géographique
Sa distribution mondiale est l’Europe centrale.
C'est une espèce rare se trouvant à l'est de la France (Vosges, Haute-Saône, Doubs, Jura, Ain, Haute-Savoie et Savoie). Elle pousse jusqu'à 1 200 m : elle occupe l'étage collinéen et l'étage montagnard.
Elle est présente aussi dans le sud-ouest de la France (Pyrénées), vers 900 m d'altitude.

## Utilisation culinaire
Crues, les feuilles jeunes ou âgées ont un goût proche de la consoude et s'utilisent en salade mais elles sont rugueuses (parties végétatives hérissées de poils rudes) et plus souvent consommées cuites à l'eau ou à la vapeur, se mangeant alors comme légume ou parfument les potages.

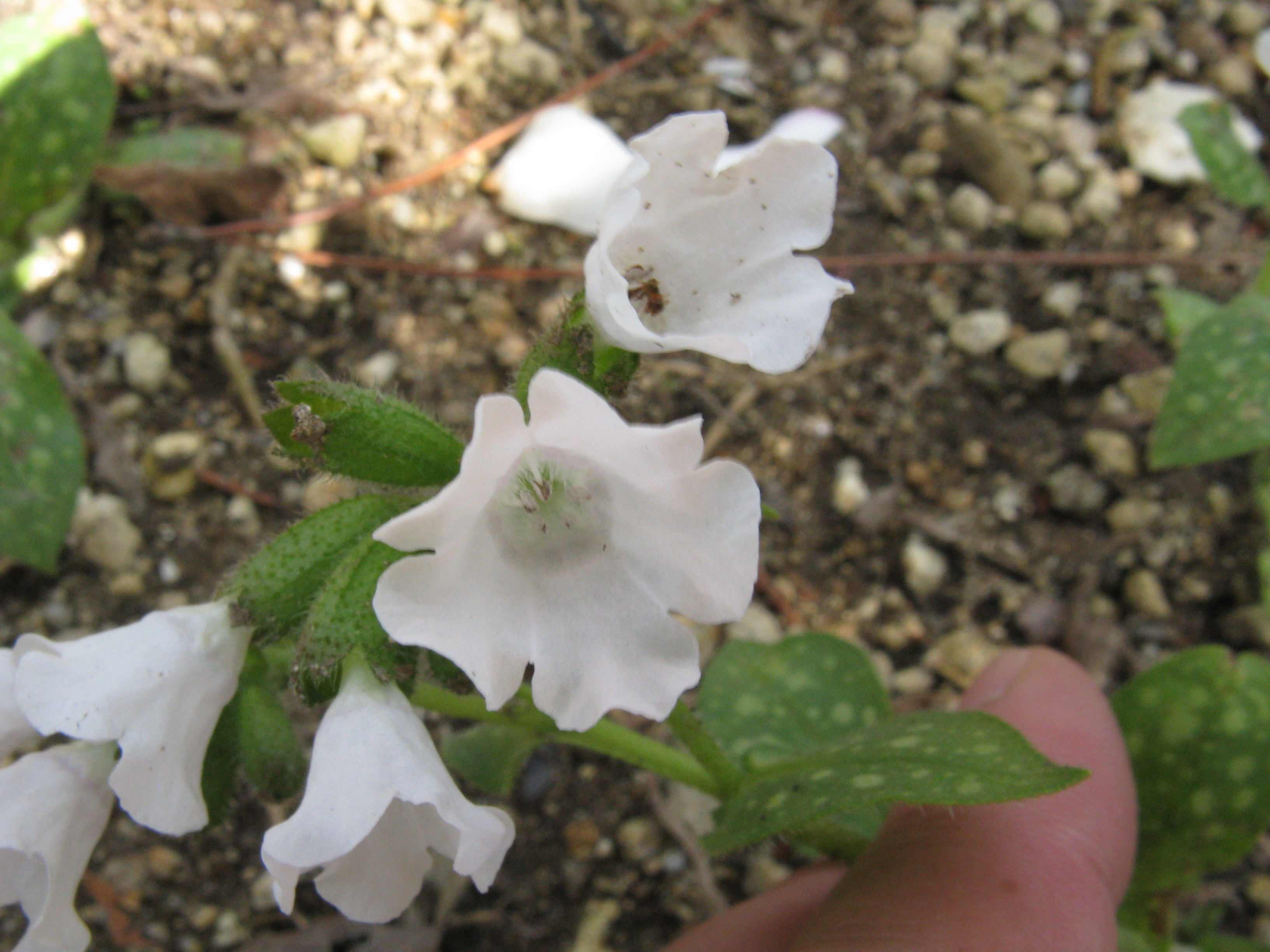
Pulmonaria officinalis 'Sissinghurst White'.

## Propriétés médicinales

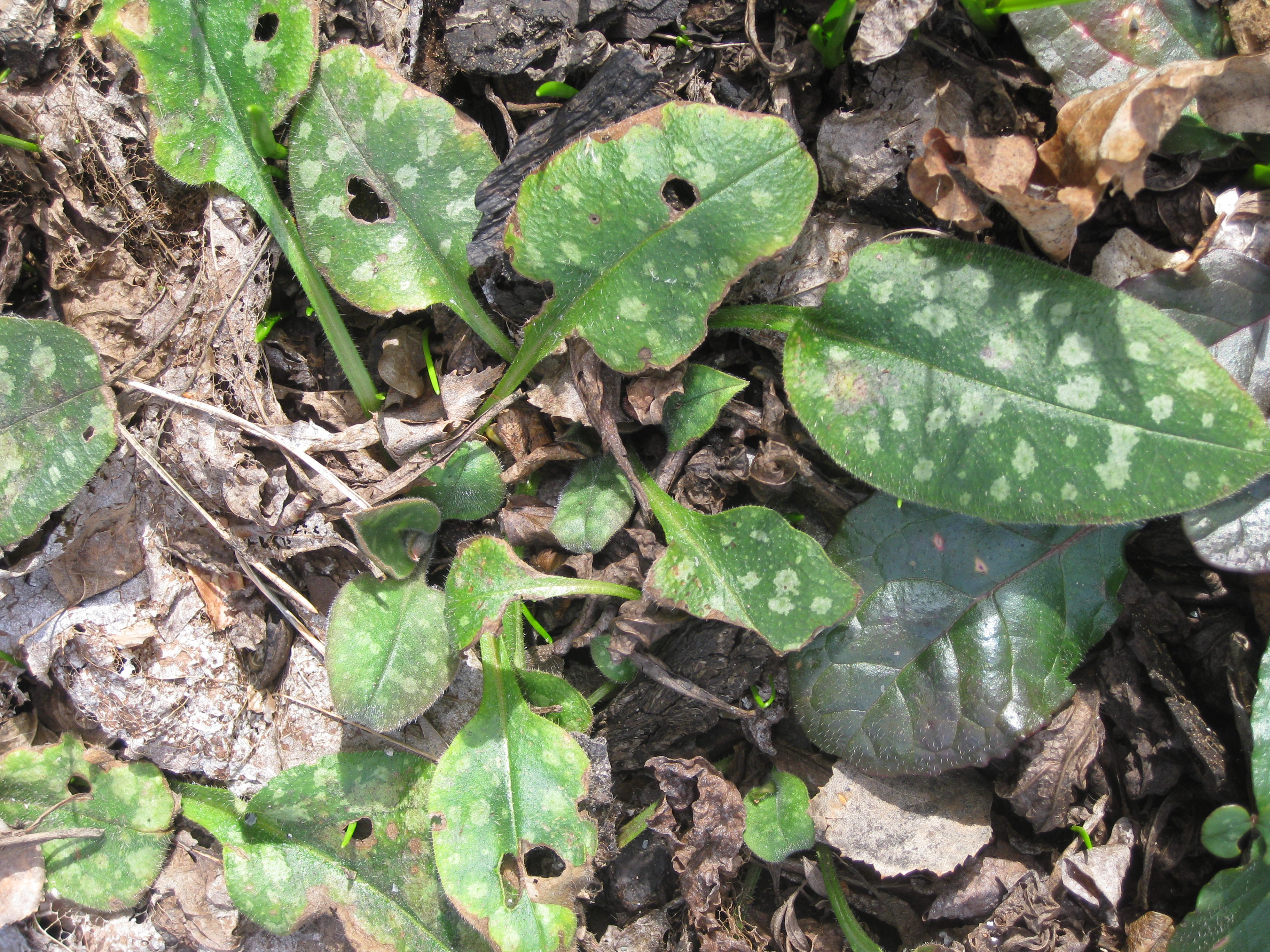
Pulmonaria officinalis.

La Pulmonaire officinale, par son mucilage, son tanin et ses saponines, est émolliente, expectorante, astringente et diurétique.
La Pulmonaire officinale (Pulmonaria officinalis L., Boraginaceae) a été utilisée depuis l'Antiquité pour traiter les maladies des voies respiratoires, en vertu de la Théorie des signatures.
Elle est encore traditionnellement utilisée contre divers troubles pulmonaires dans de nombreux pays. Néanmoins, en 2018, très peu de données concernant sa composition phytochimique sont disponibles.
À propos du traitement de troubles neurodégénératifs et source d'antioxydants, une étude récente (2018), plusieurs investigations et tests ont étudié l'activité antioxydante et le potentiel d'inhibition de l'acétylcholinestérase et de la tyrosinase des extraits aqueux de Pulmonaria officinalis la teneur en composés biologiquement actifs, polyphénols, flavones et proanthocyanidines, a été déterminée.
Cette plante médicinale pourrait fournir une source naturelle potentielle de composés bioactifs et pourrait être bénéfique pour la santé, en particulier dans les troubles neurodégénératifs et comme sources d'antioxydants naturels dans l'industrie alimentaire.

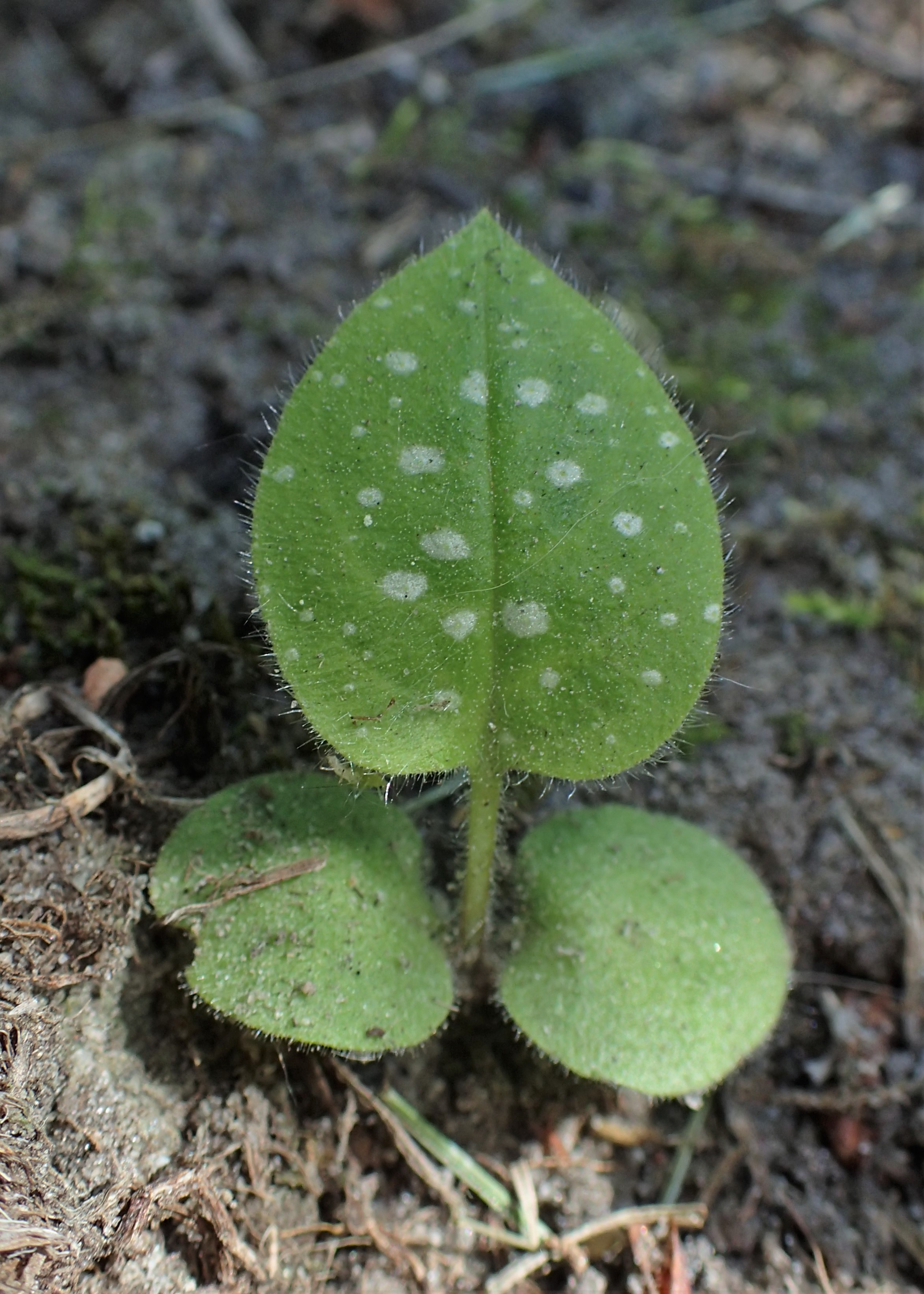
Plantule.

En ce qui concerne le traitement de la mucoviscidose, une étude récente (2019), a examiné in vitro les effets de suppléments à base de plantes contenant de l'extrait de Pulmonaria officinalis L. dans le cas d'infections pulmonaires staphylococciques caractéristiques de la fibrose kystique. Cet extrait semble diminuer la virulence des souches cliniques de staphylocoque doré quand il est utilisé comme agent prophylactique (action préventive) mais pas comme agent thérapeutique dans la médecine intégrative de la mucoviscidose.
L'espèce a des propriétés antioxydantes. Krzyzanowska-Kowalczyk et al. révèlent que les parties aériennes de Pulmonaria officinalis L. sont une nouvelle source d'acide yunnanéique B. Cet acide possède une activité antioxydante, une cytotoxicité ainsi qu'une teneur dans divers extraits végétaux qui ont été étudiées dans l'étude. Il a efficacement diminué les dommages oxydatifs des protéines et lipides du plasma sanguin ; en outre, il a pu empêcher la diminution induite par le peroxynitrite de la capacité antioxydante non enzymatique du plasma sanguin. De plus, la cytotoxicité de l'acide yunnanéique B envers des cellules mononucléées du sang a été exclue.